# Trine Qvist
Trine Qvist, née le 8 juin 1966, est une curleuse danoise. 
Elle remporte la médaille de bronze aux Jeux olympiques d'hiver de 1998 à Nagano. Elle est vice-championne du monde (1998).